# ギルバートセル

集積回路で実装したギルバートセル型DBM

電子工学において、ギルバートセルは、乗算器による混合器（ミキサ）の一種で、1968年に初めてバリー・ギルバートによって発表された。この回路の出力電流は、2つの差動入力のベース電流を正確に乗算した結果となる。
ギルバートセルは次のような用途で用いられる：
- （2つの入力がVT(熱電圧)に比べて小さい場合）小振幅信号の正確な四象限乗算器（four-quadrant multiplier）。
- （2つの入力がVTに比べて大きい場合）大振幅信号の位相比較器。
- （一方の入力がVTに比べて小さく、もう一方は大きい場合）通信分野における変調器。
- フラッシュADコンバータの前処理に使うことで比較器の数を減少させることができる。この方式はFolding ADCと呼ばれる。

## 参照
1. ↑  黒田忠広監訳「RFマイクロエレクトロニクス」 p.205 丸善 2002 ISBN 4-621-07005-3